# Alex Caruso
Alex Michael Caruso (sinh ngày 28 tháng 2 năm 1994) là một cầu thủ bóng rổ chuyên nghiệp người Mỹ cho Oklahoma City Thunder thuộc Hiệp hội Bóng rổ Quốc gia (NBA). Có biệt danh là "Bald Mamba" hay "Carushow", anh chơi bóng rổ sinh viên cho Texas A&M Aggies, giành được một vị trí trong đội hình second-team all-Southeastern Conference (SEC) với tư cách là học sinh cuối cấp vào năm 2016. Anh ấy đã giành được 2 chức vô địch NBA với Los Angeles Lakers vào năm 2020 cũng như được lựa chọn 2 lần All-Defensive Team liên tiếp vào năm 2023 và 2024.

## Sự nghiệp trung học
Caruso theo học trường Trường trung học hợp nhất A&M ở quê nhà College Station, Texas, nơi anh chơi bóng rổ dưới sự dẫn dắt của các huấn luyện viên trưởng Rusty Segler và Rick German. Tại năm thứ 3, anh có trung bình 18 điểm và 9 rebound và được vinh danh là TABC All-Regional, All-State cũng như TABC All-Star và MVP cấp quận sau khi dẫn dắt đội của anh ấy đến hậu mùa giải.

## Sự nghiệp đại học

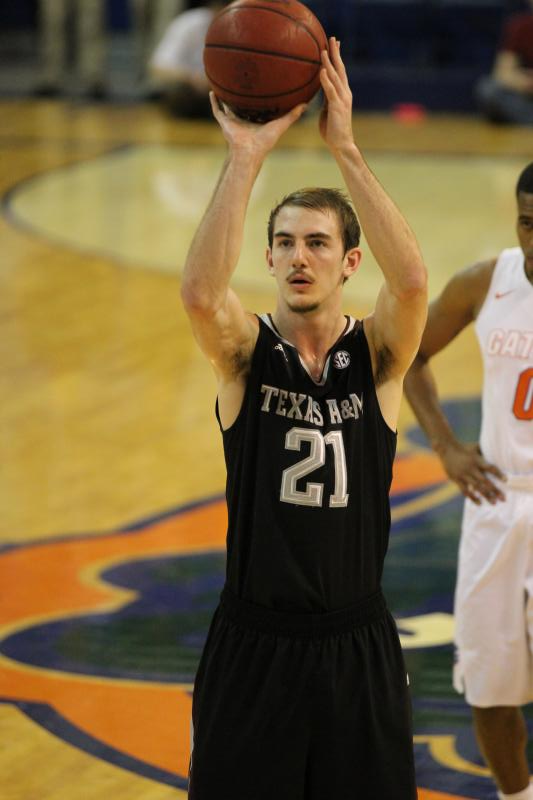
Caruso ném phạt năm 2015

Sau khi tốt nghiệp trung học, Caruso gia nhập Texas A&M Aggies. Trong 137 trận trong suốt 4 năm sự nghiệp của mình, anh đạt trung bình 8,0 điểm, 4,7 kiến tạo và 2,02 lần cướp bóng mỗi trận, kết thúc với tư cách là người dẫn đầu mọi thời đại của trường về số lần kiến tạo với 649 và cướp bóng với 276, vượt qua David Edwards trong các hạng mục đó. Khi là sinh viên năm cuối, anh dẫn dắt đội Aggies tới top 16 (Sweet 16) của giải đấu NCAA; anh cũng được vào đội All-Defensive của SEC và đội thứ hai All-SEC.

## Sự nghiệp chuyên nghiệp

### Oklahoma City Blue (2016–2017)
Sau khi không được lựa chọn tại NBA Draft 2016, Caruso đã gia nhập Philadelphia 76ers cho giải NBA mùa hè 2016. Vào ngày 23 tháng 9 năm 2016, anh ký hợp đồng với Oklahoma City Thunder, nhưng sau đó bị Thunder giải phóng vào ngày 17 tháng 10. Vào ngày 3 tháng 11, anh đã được chào đón bởi Oklahoma City Blue của NBA Development League.

### Los Angeles Lakers (2017 – 2021)
Caruso đã gia nhập Lakers cho NBA Summer League 2017. Sau một số trận đấu hiệu quả, trong đó có trận đấu mà Caruso xuất phát thay cho Lonzo Ball bị chấn thương và dẫn dắt Lakers đến chiến thắng, anh đã được ký hợp đồng hai chiều đầu tiên của Lakers vào ngày 13 tháng 7 năm 2017. Anh trở thành cầu thủ đầu tiên đi thẳng từ D-League (nay là G League) đến NBA thông qua hợp đồng hai chiều. Anh cũng dẫn dắt Lakers giành chức vô địch NBA Summer League 2017 tại Las Vegas. Caruso có trận ra mắt NBA vào ngày 19 tháng 10 năm 2017, trong trận đấu với Los Angeles Clippers. Anh chơi 12 phút và có được 2 điểm, 2 kiến tạo và 1 lần rebound lại trong trận thua 108–92. Anh có 15 điểm, cao nhất trong sự nghiệp và 7 lần rebound trong chiến thắng trong trận đấu cuối cùng của mùa giải trước Clippers.
Caruso đã ký một hợp đồng hai chiều khác với Los Angeles Lakers sau một màn thể hiện thành công tại NBA Summer League 2018. Vào ngày 6 tháng 3 năm 2019, anh ghi được 15 điểm, cao nhất mùa, 6 rebound và 3 kiến tạo trong trận thua 115–99 trước Denver Nuggets. Anh ấy đã ghi được 32 điểm, cao nhất trong sự nghiệp, trong chiến thắng 122–117 trước Clippers vào ngày 5 tháng 4. Anh ấy cũng trở thành cầu thủ Laker duy nhất khác trong mùa giải đó ngoài LeBron James ghi được hơn 30 điểm, hơn 10 rebound, hơn 5 lần kiến tạo. Vào ngày 7 tháng 4 năm 2019, khi Lakers vắng James trong sáu trận còn lại, Caruso đã ghi 18 điểm với 11 pha kiến tạo, cao nhất trong sự nghiệp, trong chiến thắng 113–109 trên sân nhà trước Utah Jazz.
Vào ngày 6 tháng 7 năm 2019, Caruso ký hợp đồng hai năm với Lakers trị giá 5,5 triệu đô la. Anh đã giành chức vô địch NBA đầu tiên cùng họ vào ngày 11 tháng 10 năm 2020, khi Lakers đánh bại Miami Heat sau sáu trận. Caruso xuất trận đấu quyết định của NBA Finals. Anh ấy đã trở thành cầu thủ tự do sau Mùa giải 2020–21.

## Chicago Bulls (2021 - 2024)
Vào ngày 10 tháng 8 năm 2021, Caruso đã ký hợp đồng 4 năm trị giá 37 triệu đô la với Chicago Bulls. Caruso chọn mặc áo số 6 với Bulls vì số 4 của anh ấy đã được treo để vinh danh Jerry Sloan.
Vào ngày 21 tháng 1 năm 2022, trong trận thua 90–94 trước Milwaukee Bucks, Caruso đã bị hậu vệ đối phương Grayson Allen phạm lỗi. Allen đã bị đuổi khỏi trận đấu. Ngày hôm sau, Bulls thông báo rằng Caruso bị gãy xương cổ tay phải và sẽ phải phẫu thuật, khiến anh phải nghỉ thi đấu ít nhất từ 6 đến 8 tuần.
Vào cuối mùa giải 2022-2023, Caruso lần đầu tiên có mặt trong NBA All-Defensive First team.
Vào ngày 27 tháng 10 năm 2023, Caruso có được 13 điểm, 13 rebound, hai kiến tạo, hai lần cướp bóng và một block cùng với một cú ném ba điểm dẫn đến chiến thắng trận đấu trong chiến thắng hiệp phụ 104–103 trước Toronto Raptors.

## Oklahoma City Thunder (2024 - nay)
Vào ngày 21 tháng 6 năm 2024, Caruso được trao đổi tới Oklahoma City Thunder để đổi lại Josh Giddey.

## Thống kê sự nghiệp

### NBA

#### Mùa thường niên
| Năm     | Đội         | GP  | GS  | MPG  | FG%  | 3P%  | FT%  | RPG | APG | SPG | BPG | PPG  |
| ------- | ----------- | --- | --- | ---- | ---- | ---- | ---- | --- | --- | --- | --- | ---- |
| 2017–18 | L.A. Lakers | 37  | 7   | 15.2 | .431 | .302 | .700 | 1.8 | 2.0 | .6  | .3  | 3.6  |
| 2018–19 | L.A. Lakers | 25  | 4   | 21.2 | .445 | .480 | .797 | 2.7 | 3.1 | 1.0 | .4  | 9.2  |
| 2019–20 | L.A. Lakers | 64  | 2   | 18.4 | .412 | .333 | .737 | 1.9 | 1.9 | 1.1 | .3  | 5.5  |
| 2020–21 | L.A. Lakers | 58  | 6   | 21.0 | .436 | .401 | .645 | 2.9 | 2.8 | 1.1 | .3  | 6.4  |
| 2021–22 | Chicago     | 41  | 18  | 28.0 | .398 | .333 | .795 | 3.6 | 4.0 | 1.7 | .4  | 7.4  |
| 2022–23 | Chicago     | 67  | 36  | 23.5 | .455 | .364 | .808 | 2.9 | 2.9 | 1.5 | .7  | 5.6  |
| 2023–24 | Chicago     | 71  | 57  | 28.7 | .468 | .408 | .760 | 3.8 | 3.5 | 1.7 | 1.0 | 10.1 |
| Career  | Career      | 363 | 130 | 22.7 | .440 | .380 | .751 | 2.9 | 2.9 | 1.3 | .5  | 6.8  |

#### Play-in
| Năm    | Đội         | GP | GS | MPG  | FG%  | 3P%  | FT% | RPG | APG | SPG | BPG | PPG  |
| ------ | ----------- | -- | -- | ---- | ---- | ---- | --- | --- | --- | --- | --- | ---- |
| 2021   | L.A. Lakers | 1  | 0  | 30.3 | .500 | .667 | —   | 3.0 | 2.0 | 3.0 | 1.0 | 14.0 |
| 2023   | Chicago     | 2  | 2  | 30.8 | .526 | .417 | —   | 3.0 | 3.0 | 2.0 | 2.0 | 12.5 |
| 2024   | Chicago     | 2  | 2  | 25.3 | .364 | .444 | —   | 2.5 | 3.0 | .5  | .5  | 6.0  |
| Career | Career      | 5  | 4  | 28.5 | .476 | .458 | —   | 2.8 | 2.8 | 1.6 | 1.2 | 10.2 |

#### Playoffs
| Năm    | Đội         | GP  | GS | MPG  | FG%  | 3P%  | FT%   | RPG | APG | SPG | BPG | PPG |
| ------ | ----------- | --- | -- | ---- | ---- | ---- | ----- | --- | --- | --- | --- | --- |
| 2020   | L.A. Lakers | 21* | 1  | 24.3 | .425 | .279 | .800  | 2.3 | 2.8 | 1.1 | .6  | 6.5 |
| 2021   | L.A. Lakers | 6   | 0  | 20.2 | .368 | .294 | 1.000 | 1.3 | .5  | .2  | .7  | 5.8 |
| 2022   | Chicago     | 4   | 4  | 28.3 | .391 | .389 | –     | 2.8 | 4.3 | 1.3 | 1.0 | 6.3 |
| Career | Career      | 31  | 5  | 24.0 | .408 | .302 | .813  | 2.2 | 2.5 | .9  | .6  | 6.4 |

### Đại học
| Năm     | Đội       | GP  | GS  | MPG  | FG%  | 3P%  | FT%  | RPG | APG | SPG | BPG | PPG |
| ------- | --------- | --- | --- | ---- | ---- | ---- | ---- | --- | --- | --- | --- | --- |
| 2012–13 | Texas A&M | 33  | 17  | 24.7 | .373 | .265 | .600 | 3.2 | 3.4 | 1.8 | .5  | 5.5 |
| 2013–14 | Texas A&M | 34  | 33  | 29.8 | .460 | .333 | .685 | 3.6 | 5.0 | 2.0 | .8  | 9.0 |
| 2014–15 | Texas A&M | 33  | 33  | 31.5 | .463 | .366 | .685 | 4.5 | 5.5 | 2.1 | .2  | 9.1 |
| 2015–16 | Texas A&M | 37  | 37  | 28.8 | .502 | .368 | .785 | 3.6 | 5.0 | 2.1 | .2  | 8.1 |
| Career  | Career    | 137 | 120 | 28.7 | .455 | .340 | .685 | 3.7 | 4.7 | 2.0 | .4  | 8.0 |

## Đời sống riêng tư
Caruso có 2 chị em gái. Cha anh đã chơi bốn năm tại Creighton và là phó giám đốc thể thao tại Texas A&M.
Caruso lớn lên trong chương trình A&M, trải qua nhiều mùa giải với tư cách là một cậu bé nhặt bóng cho Aggies. Trong thời gian học tại Texas A&M, anh học chuyên ngành quản lý thể thao.
Vào ngày 22 tháng 6 năm 2021, Caruso bị bắt tại Sân bay Easterwood ở College Station, Texas vì cần sa còn sót lại trong máy xay.